# Singapore Armed Forces Commandos

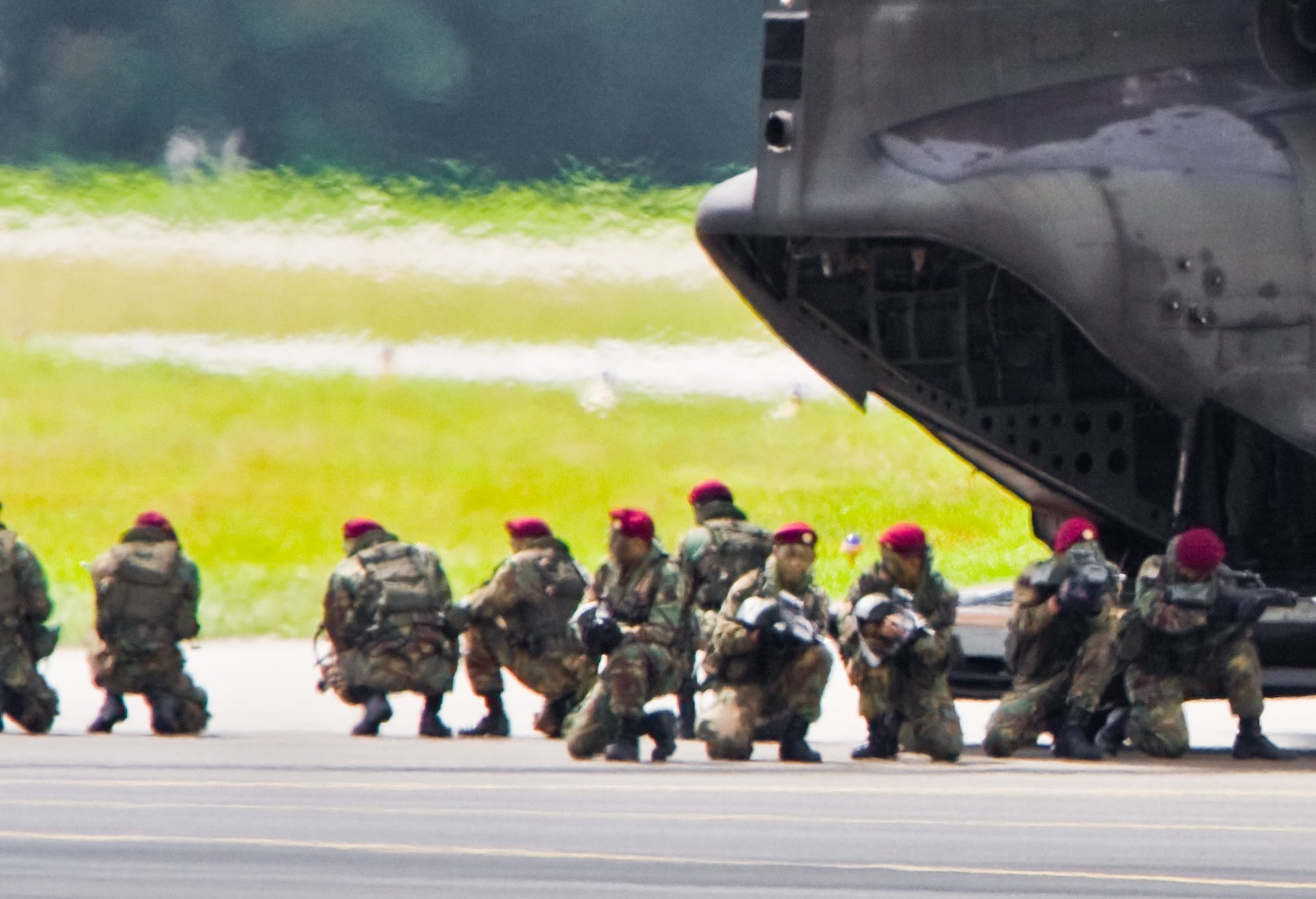
Commandos de Singapour débarquant d'un hélicoptère en 2008.

Les Singapore Armed Forces Commandos  (abréviation: CDO FN; chinois : 新加坡武装部队特攻部队) sont la composante d’opérations spéciales des forces armées de Singapour (Singapore Armed Forces) ; elle est placée sous l’autorité de l’état-major général.

## Organisation
Cette unité a été formée le 1er décembre 1969
Basée à Henderson Camp, les SAF Commandos sont organisés en un bataillon de commandos parachutistes, deux centres d’instruction spécialisée (École de commandos et centres d’entraînement commando) et une unité spéciale d’intervention appelée Special Opérations Force (SOF), qui est à vocation antiterroriste. 
Les SAF Commandos alignent également un peloton de forces spéciales pour les opérations terrestres, appelé Land Opérations Platoon (LOP), un peloton de Rangers et un peloton d’intervention subaquatique, dénommé Underwater Operations Platoon (UOP).
Le LOP, qui est formé sur le modèle des forces spéciales de l’US Army, est chargé des mêmes types de missions que les United States Army Special Forces.
Dans le cadre des opérations de guerre non conventionnelle, il peut être amené à conduire également des missions de reconnaissance lointaine et des actions en profondeur, même si ces dernières sont plus spécifiquement dédiées au peloton Rangers, dont la formation et l’entraînement sont calqués directement sur ceux de leurs homologues américains.
Quant à l’UOP, copie conforme de l’US Navy SEAL, celui-ci est une unité de commandos marines et nageurs de combat, chargée des opérations spéciales en milieu maritime (reconnaissance offensive, actions directes, contre-terrorisme maritime, etc.)

## Sélection
Pour devenir commando il faut satisfaire à des examens médicaux très poussés et rigoureux, posséder une bonne intelligence ainsi qu'une bonne vue. Toutefois ce dernier point est de moins en moins pris en considération étant donné l'augmentation considérable de cas de myopie à Singapour. Le port de lentilles de contact en opération ou à l'entraînement permettant de résoudre le problème. Enfin l'aspirant commando ne doit pas avoir un autre membre de sa famille affecté dans une unité des forces spéciales. Au terme d'un dernier examen psychologique la recrue est autorisée à suivre la formation commando.

## Formation

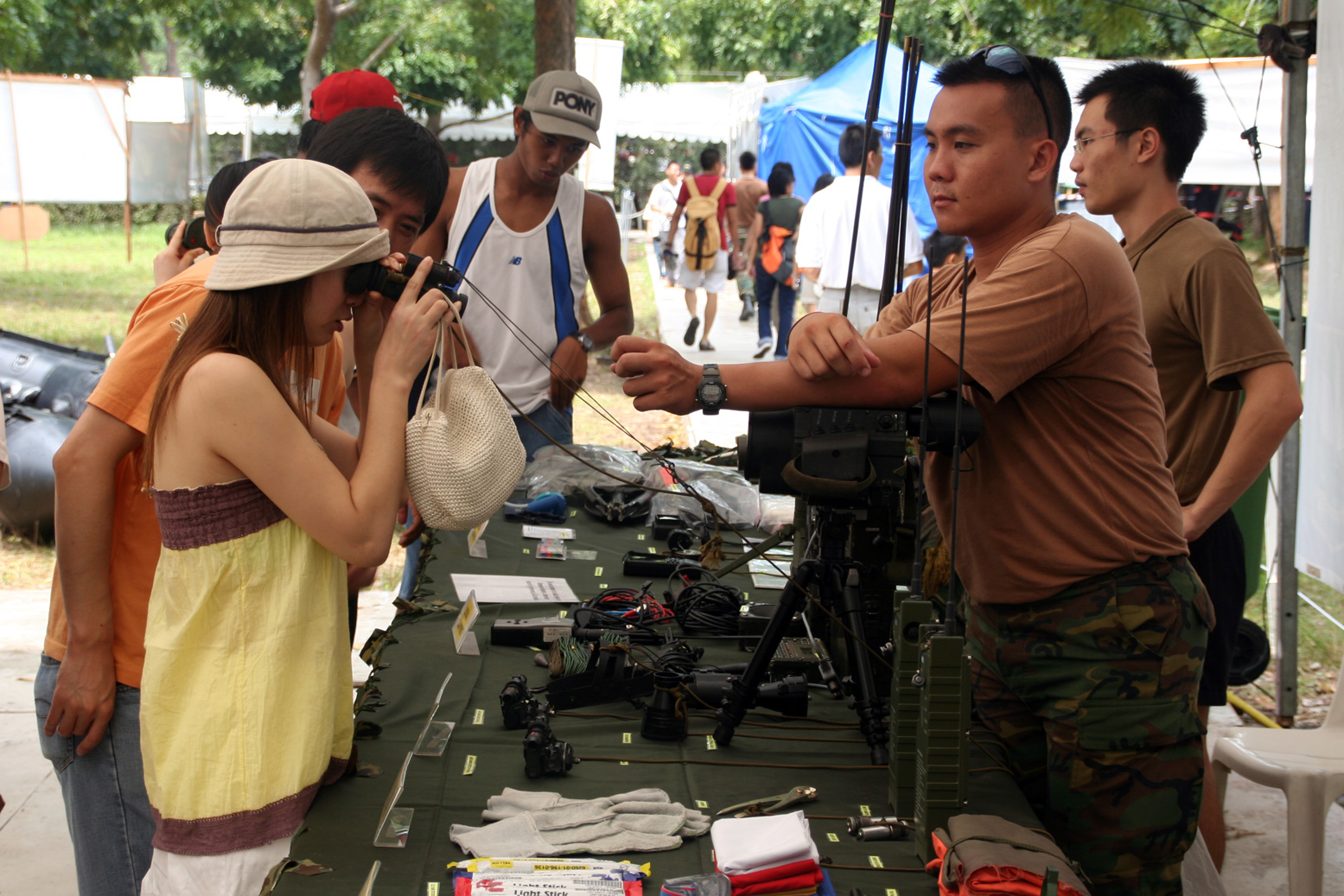
Exhibition publique des SF Singapouriennes en 2005

Il faut compter un an de formation pour qu'un commando singapourien soit parfaitement formé. Dans un premier temps leur instruction diffère peu de celle d'un soldat conventionnel même si au fil du temps le niveau d'exigence s'accroît considérablement. Des résultats parfaits sont ainsi exigés lors des séances d'entraînement au tir et leur rôle de futur soldat d'élite est constamment rappelé aux recrues. À l'issue de cette première phase d'entraînement ceux dont les performances sont en deçà du niveau requis peuvent se voir refuser la poursuite de leur formation.
Vient ensuite une autre phase beaucoup plus axée sur la formation commando proprement dite. La difficulté des tests physiques augmente et les stagiaires sont amenés à découvrir de nouveaux types d'armements tels que le lance-roquettes canadien Karl Gustav. Les recrues apprennent l'orientation aussi bien sur terre que sur mer ou la navigation sur des embarcations, les techniques de base sur l'utilisation des explosifs et diverses techniques d'intervention par hélicoptère ou par embarcations semi-rigides de type zodiac. L'accent est aussi mis sur le travail en équipe et le combat en bâtiment.
Au terme de ce cycle de formation l'aspirant se voit décerner le grade de caporal.
Viens ensuite la phase de spécialisation au cours de laquelle plusieurs spécialités sont proposées : tireur d'élite, signaleur et contrôleur au sol, spécialiste médical, spécialisation en armement et armurier, expert en explosif et spécialiste en navigation sur embarcation. Tous les stagiaires doivent de plus passer par l'École des parachutistes où ils sont brevetés après sept sauts, dont cinq de nuit. Par la suite la compagnie part au Brunei, autre allié de Singapour, pour y suivre un stage de survie en pleine jungle et apprendre à opérer en équipe.
Au terme de cette dernière épreuve les stagiaires retournent à Singapour où ils deviennent de nouveaux commandos. Leur béret rouge leur est ainsi remis lors d'une cérémonie officielle. Ceux qui le souhaitent peuvent toutefois poursuivre leur cycle de formation pour acquérir de nouvelles compétences.

## Armements
L'armement en dotation au sein des forces spéciales singapouriennes est assez similaire à celui des unités conventionnelles. Il comprend ainsi des pistolets semi-automatiques Browning GP et Sig-Sauer P-220, P-226 et P-230, pistolets-mitrailleurs L2A# et H&K MP-5 dans ses différentes versions 
Au niveau des fusils d'assaut sont en service les Colt M-16, les SAR 80, SR 88 et le récent et très moderne SAR-21. Utilisés également la mitrailleuse légère Ultimax 100 et la mitrailleuse lourde Browning M2HB en calibre .50, le lance-grenades M-433 et les lance-roquettes Amrbrust et Carl Gustav M2.

## Interventions et missions
Singapour connaît une très forte prospérité, ce à quoi s'ajoute une réelle stabilité. En temps de paix les commandos singapouriens peuvent toutefois êtres appelés pour prêter main-forte au service de police comme lors des violentes émeutes de 1974. 
Toutefois l'intervention la plus célèbre des commandos de Singapour eut lieu le 26 mars 1991 lors de la libération de cent vingt trois otages retenus à bord de l'avion assurant le vol 117 Singapore Airlines (en) par quatre terroristes pakistanais ; intervention réalisée en moins d’une minute qui se solda par la mort des quatre terroristes sans qu’aucun passager ne fût blessé. Après ce coup d'éclat l'unité se vit attribuer la médaille d'Honneur, ce à quoi s'ajouta une citation pour tout le groupe.

## Symboles
Comme la plupart des unités de ce type, les commandos singapouriens se sont donné des symboles spécifiques, à la fois pour se distinguer du reste des troupes mais également pour augmenter le sentiment de camaraderie et de fraternité au sein du groupe. Ceux-ci sont une devise qui est For Honor and Glory, ou littéralement « Pour l'Honneur et la Gloire » qui rappelle aux commandos qu'ils se battent avant tout pour leur patrie. Deuxièmement un insigne représentant une dague ailée, plus ou moins identique à celle arboré par les Special Air Service britanniques. Troisièmement le port d'un béret rouge qui est remis aux nouveaux commandos lors d'une cérémonie officielle au terme de leur formation. À noter que ce couvre-chef est parfois porté à la place du casque de protection. Il est en revanche de rigueur lors des défilés. Quatrièmement le port d'une dague commando, longue de vingt centimètres et marquée du symbole des commandos de Singapour. En plus de sa symbolique elle demeure une arme redoutable au corps à corps. Enfin les ailes d'argent portées sur la poitrine du côté droit attestent que les commandos sont des parachutistes accomplis.

## Traditions
Le 1er Bataillon commando organise depuis 1992 une grande compétition opposant les différentes unités des forces spéciales de Singapour. Au cours des épreuves les différents candidats voient leur habilité être mise à l'épreuve au cours de tests de tirs, de parcours d'obstacles ou d'utilisation d'explosif. L'accès au champ de compétition est ouvert aux familles et aux amis des participants qui peuvent être témoins de l'évènement.
L'institution commando organise aussi une épreuve sportive dénommée Commando Biathlon dont l'origine remonte à 1984. À l'origine trois disciplines étaient au programme mais le vélo sera supprimé en 1988. Au cours de cette épreuve tous les corps d'armée peuvent participer. Toutefois la formation des commandos leur permet de faire la différence. Ils remportèrent ainsi cinq fois en six ans la course entre 1988 et 1993.
Les commandos singapouriens sont aussi de la plupart des défilés et manifestations militaires qui ont lieu dans l'île. Ils défilent ainsi lors de La journée de l'armée le 9 août.

## Accidents et polémiques
L'armée de Singapour est réputée pour la sécurité accordée à ses soldats et à ses commandos et de ce fait les accidents ne surviennent que très rarement. De plus, contrairement à d'autres pays, ils sont très peu médiatisés. Toutefois quelques-uns firent du bruit comme en 2003 lorsque le sergent deuxième-classe (militaire régulier et non commando) Hu Enhuai perdit la vie lors d'un entraînement de survie supervisé par des bérets rouges. À la suite de cette affaire quatre commandos furent traduits devant un tribunal un an plus tard qui décréta que l'entraînement était « inadapté ». Entretemps le sergent Rajagopal Thirukumaran perdit lui aussi la vie lors d'un stage Ranger supervisé par des commandos. Le 14 juillet 2005 le premier-sergent Shiva Mohan et un soldat étranger (probablement néo-zélandais) se tuèrent lors d'un exercice de descente en rappel.
Toutefois le plus grand scandale survint le 15 juin 2005 lorsque le deuxième-sergent Ong Jia Hui, âgé de vingt-quatre ans se noya lors d'un entraînement au contre-terrorisme maritime à la base navale de Changi. Lors de l'accident il apparut que quatre de ses instructeurs avaient assisté à toute la scène sans réellement chercher à intervenir.